# Tabanus maculinevris
Tabanus maculinevris är en tvåvingeart som beskrevs av Macquart 1855. Tabanus maculinevris ingår i släktet Tabanus och familjen bromsar. Inga underarter finns listade i Catalogue of Life.